# MFS Investment Management
MFS Investment Management (MFS) es un fondo de inversión global con sede en Boston y conocido anteriormente como Massachusetts Financial Services (MSF). Fundado en 1924, MFS es una de las compañías de administración y gestión de activos más antiguas del mundo y ha sido pionera en los llamados fondos mutualistas. Actualmente, MFS tiene un volumen de activos bajo administración de $ 413.200 millones de dólares.

## Historia
La compañía fue fundada en 1924 por L. Sherman Adams, Charles H. Learoyd y Ashton L. Carr. El fondo más antiguo en cartera es el Massachusetts Investors Trust, un fondo de una mutualidad creado con $50,000 dólares, "el primer fondo de inversión abierto del mundo". 
La compañía utilizó "canales de corretaje" para vender sus acciones al público y luego se expandió a $ 14 millones en activos durante los siguientes cinco años. Durante el colapso bursátil de 1929 el fondo sobrevivió con unas pérdidas del 83% y continuó creando un segundo fondo en 1934. En 1959, el fondo del Massachusetts Investors Trust se había convertido en el fondo mutuo más grande de los Estados Unidos.
En 1969, el MIT fue reorganizado como Massachusetts Financial Services (MFS) para reflejar el amplio alcance de productos y servicios de la firma. En 1976, MFS ofreció uno de los primeros fondos nacionales de bonos municipales (Managed Municipal Bond Trust) y en 1981, MFS lanzó el primer fondo de renta fija diversificada a nivel mundial (Massachusetts Financial International Trust-Bond Portfolio). En 1986, MFS ofreció el primer fondo cerrado de bonos municipales de alto rendimiento para ser negociado en la Bolsa de Nueva York.
En 1982, la compañía fue adquirida por Sun Life Financial de Canadá.
En 1998, el Presidente y Director Ejecutivo de MFS, A. Keith Brodkin murió, causando un gran cambio en la alta dirección. Los activos bajo administración de MFS crecieron de $ 55 mil millones a $ 90 mil millones entre 1997 y 1998 y se informó que era la compañía de más rápido crecimiento entre los veinte más grandes que los fondos vendidos a través de corredores.
Durante la década del 2000, MFS y cinco otras compañías del fondo mutuo en el área de Boston fueron investigados por reguladores de Massachusetts y de New Hampshire. Ese mismo año, la Securities and Exchange Commission alegó que MFS hizo declaraciones "falsas y engañosas" en su folleto del fondo sobre su política de negociación en el mercado y oportunidad de mercado. MFS pagó $ 350 millones para arreglar cargos de fraude federal y estatal. MFS designó a Robert Pozen como presidente no ejecutivo de 2004 a 2010. MFS implementó entonces un conjunto de reformas de la empresa para informar a los inversionistas sobre las tarifas, mantener las juntas de fondos independientes y crear impedimentos para la sincronización del mercado. Estos cambios tenían por objeto atender las preocupaciones de los reguladores y legisladores y fueron elogiados por analistas de la industria de fondos y defensores de los consumidores. Estas reformas pusieron fin a los acuerdos de "dólar blando" que permitieron el canje de comisiones de corretaje para estudios de mercado y datos.
De 2010 a hoy, los activos bajo administración crecieron de $ 253 mil millones a más de $ 413 mil millones

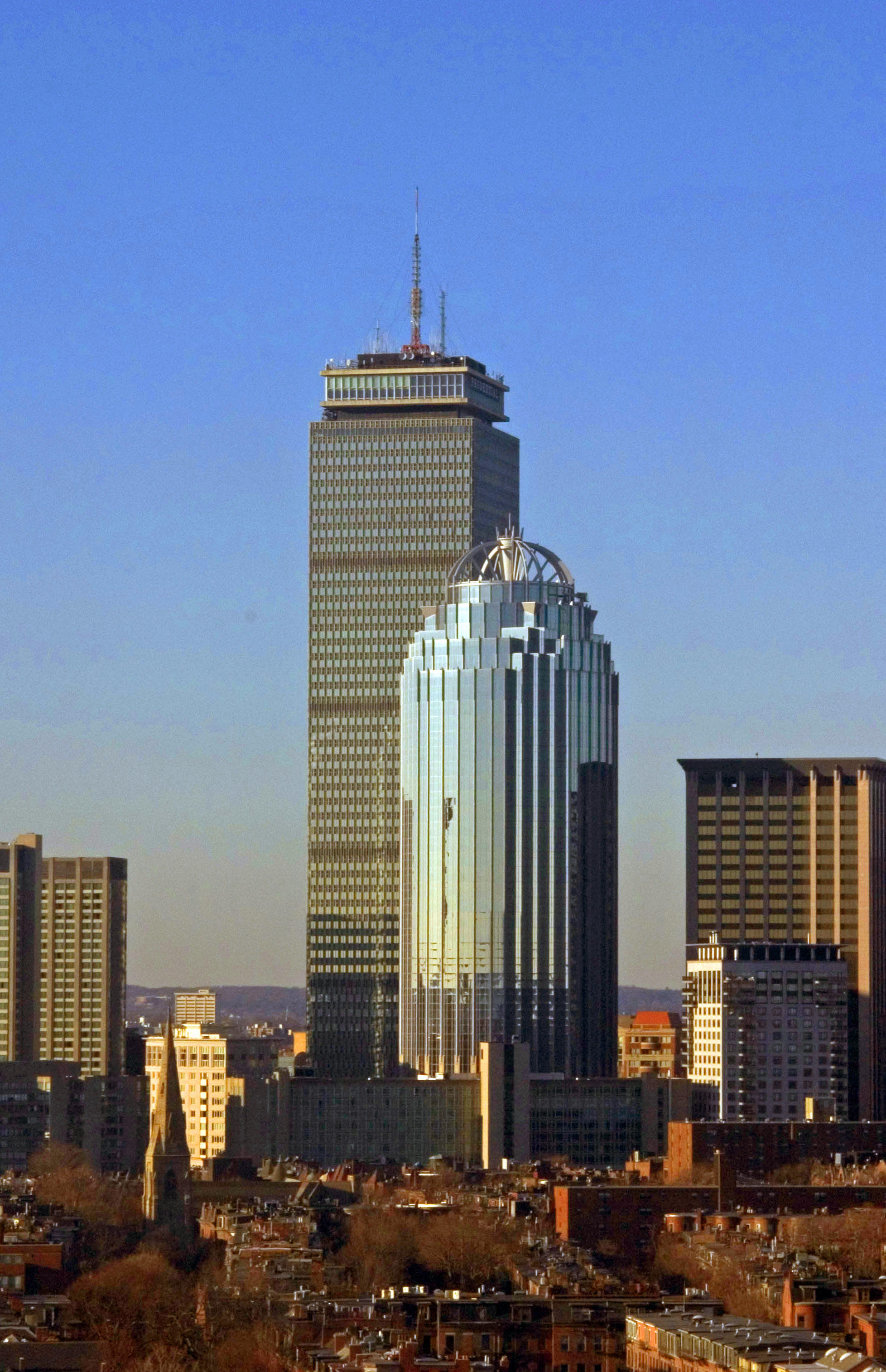
Sede de MFS

## Inversiones
En marzo de 2017, MFS Investment ha aflorado una participación del 3,3% del capital, valorada en unos 115 millones de euros, en el capital de Cellnex Telecom, la filial de telecomunicaciones terrestres de Abertis.